# كسلان الأرض
كسلان الأرض هو حيوان ضخم منقرض من عائلة دببة الكسلان. وبلغ طول أكبر أنواعه حوالي ستة أمتار، وكان ضخمًا في حجم الفيل، وكانت له عظام ضخمة وساقان خلفيتان ثقيلتان وذيل قوي، مما يشير إلى أن كسلان الأرض كان يستطيع الوقوف على قائمتيه الخلفيتين للوصول إلى أوراق الأشجار وفروعها العالية. وكان هذا الحيوان يقتات النبات فقط. وعلى نقيض حيوانات الكسلان المعروفة اليوم فإن كسلان الأرض لم يكن يتسلق الأشجار.
كانت لقدمي كسلان الأرض الأماميتين مخالب طويلة تشير إلى أنه كان يسير على براجمه (عظام الأصابع)، بينما كانت الحافة الخارجية فقط من قدمه تستقر على الأرض. وعاش أسلاف كسلان الأرض في الأشجار، وكانت تستخدم مخالبها المحدّبة في التسلق على فروع الأشجار.
عاشت حيوانات كسلان الأرض في الأصل في أمريكا الجنوبية، وفي العصر الجليدي عاش بعضها أيضًا فيما يعرف الآن بأمريكا الوسطى جنبًا إلى جنب مع شعوب ما قبل التاريخ.

## روابط خارجية
- Picture and information about a ground sloth skeleton on display at the University of Georgia's Science Library.
- Academy of Natural Sciences ground sloth page. نسخة محفوظة 23 أغسطس 2006 على موقع واي باك مشين.
- Illinois State Museum ground sloth page.
- Ground sloths at La Brea.
- Eremotherium in Florida.
- Have some ground sloths survived in Argentina?
- Ground sloths in general.
- Western Center for Archaeology and Paleontology Hemet, CA